# Frederiksbjerg Skole
Frederiksbjerg Skole er en folkeskole på Frederiksbjerg i Aarhus. Skolen har 965 elever og indeholder klassetrin fra 0. til 9. klasse. 
Bygningen blev tegnet af Henning Larsen Architects og åbnede i august 2016.